# Alvarenga (Arouca)
Alvarenga ist eine Gemeinde (Freguesia) im portugiesischen Kreis (Concelho) von Arouca. In ihr leben 1057 Einwohner (Stand 19. April 2021).

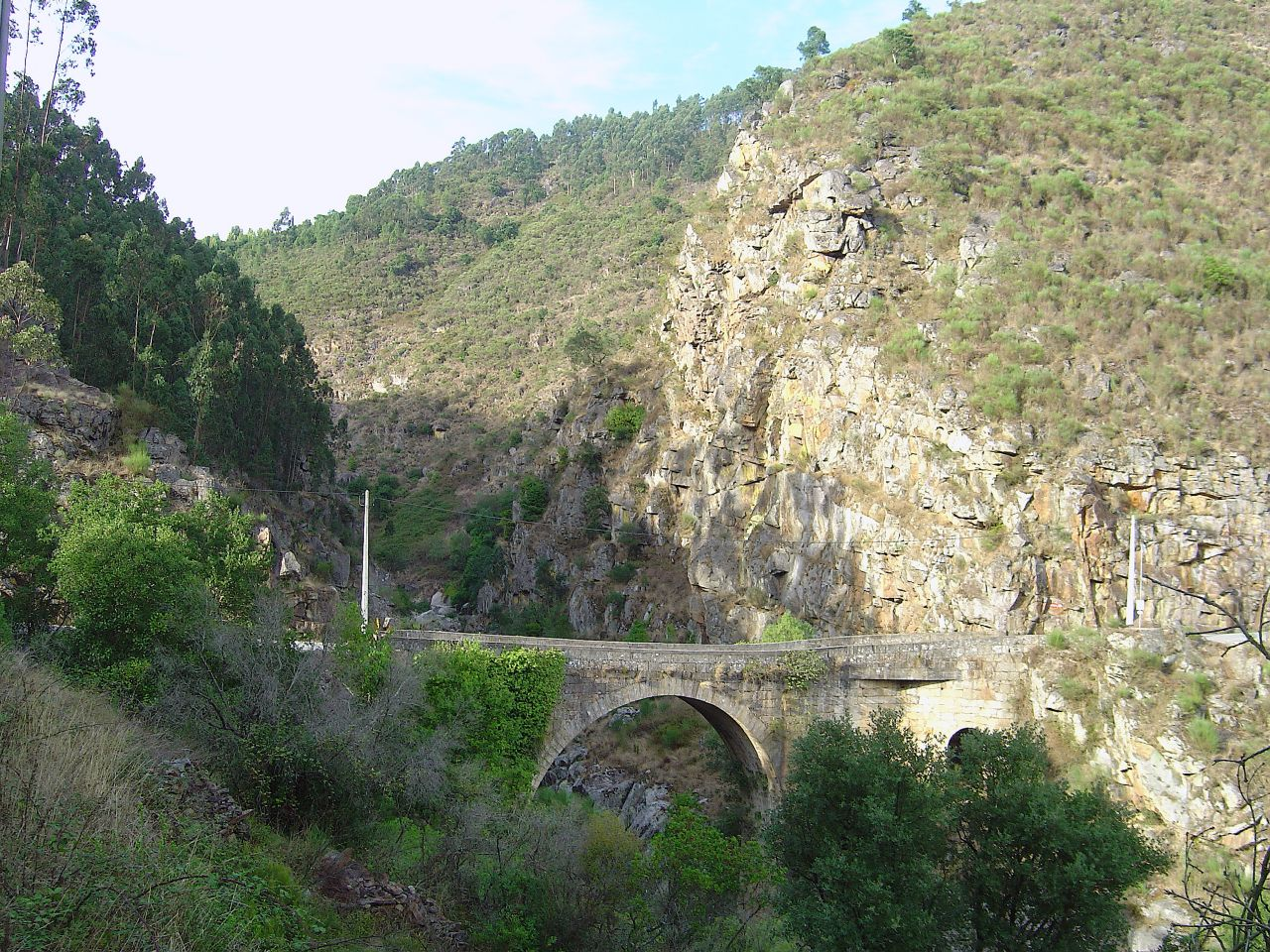
Die Ponte de Alvarenga

## Geschichte
Funde belegen eine vorgeschichtliche Besiedlung. Die heutige Gemeinde entstand vermutlich im Verlauf der Reconquista. 1094 bestand hier bereits eine eigene Gemeinde.
König Manuel I. verlieh Alvarenga 1514 Stadtrechte. Der Kreis Alvarenga umfasste neben der gleichnamigen Gemeinde noch die Gemeinden Canelas und Janarde. Im Verlauf der verschiedenen Verwaltungsreformen nach der Liberalen Revolution 1822 wurde der Kreis Alvarenga 1855 aufgelöst und dem Kreis Arouca angegliedert.

## Kultur und Sehenswürdigkeiten
Die Anta da Senhora do Monte ist eine jungsteinzeitliche Grabstätte, port. Anta.
Weitere Baudenkmäler der Gemeinde sind der 1580 errichtete Schandpfahl als Zeichen der Stadtrechte, die Brücke Ponte de Alvarenga aus dem Barock, und die einschiffige gotische Gemeindekirche Igreja Paroquial de Alvarenga (nach ihrem Patrozinium auch Igreja de Santa Cruz, dt.: Heiligkreuzkirche), der im Zuge ihres barocken Umbaus ein seitlicher Sakristeibau angefügt wurde.
Bei der Capela Senhora dos Aflitos steht ein etwa 2,0 m hoher Menhir aus Granit.